# Alphington (Victoria)
Alphington ist ein Stadtteil im Nordosten der australischen Metropole Melbourne. Er befindet sich ca. 7 km vom Stadtzentrum entfernt. Alphington grenzt im Süden an den Yarra River, im Osten an das Darebin Creek.

## Geschichte
Alphington ist einer der ältesten Stadtteile von Melbourne. In der Gegend des heutigen Alphington entstand in den 1840er Jahren eine Holzbrücke über das Darebin Creek und ein Hotel. 1858 wurde ein Postamt eröffnet. 1864 wurde die Brücke durch eine Steinbrücke ersetzt.
Alphington ist nach einem gleichnamigen Stadtteil der englischen Stadt Exeter benannt.

## Stadtbild
Der Stadtteil besteht hauptsächlich aus Wohngebieten.
Der Hauptsitz der australischen Alkoholgetränkekette Dan Murphy’s befindet sich in Alphington.